# Università Istropolitana
L'Università Istropolitana fu un'università attiva a Bratislava, oggi in Slovacchia, alla fine del medioevo. Fondata negli anni sessanta del XV secolo, è stata una delle più antiche università d'Europa e la più antica Università della Slovacchia.

## Storia
Fu fondata nel 1467 da papa Paolo II su richiesta del re Mattia Corvino, re d'Ungheria. Si resse ad Accademia per una ventina d'anni, fino alla morte di re Mattia Corvino nel 1490. L'aggettivo "Istropolitana" deriva dal nome di Bratislava nell'antico greco, Istropolis, che significa "città sul Danubio".

## Struttura
L'edificio rinascimentale che ospitava l'università si trova a Bratislava e attualmente ospita l'Alta scuola di arti musicali.